# Villagarcía del Llano
Villagarcía del Llano es un municipio español de la provincia de Cuenca, en la comunidad autónoma de Castilla-La Mancha. 

## Situación
Villagarcía del Llano es un pueblo de la Manchuela conquense situado en el límite con la provincia de Albacete. Comprende también la pedanía de Casas del Olmo. Los pueblos que la circundan son Quintanar del Rey, Villanueva de la Jara, Iniesta y Ledaña en la provincia de Cuenca, de cuya capital dista 113 km, y Tarazona de la Mancha, Madrigueras y Navas de Jorquera en la provincia de Albacete cuya capital se encuentra a unos 45 km. Acceder a esta localidad es fácil desde Tarazona de la Mancha, Quintanar del Rey e Iniesta.

## Historia
Hasta el año 1665 este lugar se denominó Gil García. A partir de entonces, Villagarcía; y desde 1917 Villagarcía del Llano. A finales del siglo XV encontramos a este pueblo por primera vez en los documentos de los archivos, aunque, por referencia de los mismos, fue hacia 1290 cuando aparecieron los primeros pobladores de la que sería Gil García. Hasta la Guerra del Marquesado que enfrentó a partidarios de la Beltraneja y de Isabel la Católica, esta aldea perteneció al suelo de Alarcón. Cuando los Reyes Católicos hicieron villa a Villanueva de la Jara, por apoyar su causa en dicho enfrentamiento, Gil García quedó dentro del término de la tal Villanueva. 
Gil García y Las Madrigueras eran entonces dos alquerías o casas de labor, donde se desplazaban los campesinos de Iniesta a labrar sus excelentes tierras que, al no ser suyas sino de Alarcón primero y después de La Jara, tenían que pagar, por utilizarlas, un impuesto llamado terrazgo. 
Lógicamente, al pasar Gil García a depender de Villanueva de la Jara, debería ser ésta quien recibiese la dicha renta. Sin embargo seguían cobrando los de Alarcón. El concejo de La Jara se quejaría a los Reyes Católicos el 23-II-1480, diciendo que “la Casa de Gil Garçía e el pago de Las Madrigueras son aldeas que están en el término de la dicha villa de Villanueua, e que los labradores de las dichas aldeas son vesinos de la dicha villa de Yniesta”. Por lo que los jareños solicitaban a los tales monarcas “que la rrenta que los dichos labradores de las dichas aldeas solían pagar a la dicha villa de Alarcón, pagasen a ellos o los dexasen los dichos términos libres e desenbargados”. 
Respecto al nombre de Gil García y, ante la falta de documentación pertinente, no nos queda más remedio que admitir que dicho topónimo haría honor al campesino o familia que primeramente se estableciese en este lugar, tal y como señalaban sus vecinos en 1579 , “que han oído decir que el lugar de Gil García se llama ansí porque el primero fundador se llamaba ansí ”. Todavía hoy pervive el gentilicio que los pueblos vecinos utilizan para referirse a los habitantes de Villagarcía: “gilgotes”, derivado de Gil García. Concretamente tenía entonces “240 vezinos y 400 personas de comunión”. El alcalde era pedáneo, lo ponía el concejo de Villanueva de la Jara cada año. Tenía también iglesia parroquial, la cual servía un clérigo por teniente de cura. Hasta el año 1665 se denominó "lugar de Gil García", según se expresa en los encabezamientos de los protocolos notariales del escribano Benito Navarro . Concretamente, en una escritura de dote fechada el 16-IX-1665, cita: "En el lugar de Gil Garçía, jurisdiçión de la uilla de Villanueva de la Jara" ; sin embargo, catorce días después, el 30 de septiembre, en una carta de obligación, el mismo tal amanuense escribe "en esta uilla de Villagarçía". 
Por tanto cabría deducir que fue en ese año cuando quedó libre de la dependencia de la vecina Villanueva de la Jara. El templo donde el pueblo de Villagarcía vivía sus celebraciones religiosas ha tenido siempre la advocación de Santiago Apóstol. La primitiva iglesia estaba ubicada en el mismo lugar que la actual. A mediados del siglo XVIII su estado era ruinoso. Por eso el concejo, por boca de su procurador síndico, se quejaba al rey en mayo de 1760, señalando que la hechura del dicho templo era de tierra, con los cimientos deshechos, “temiéndose su rruyna y asolazión, que pudiera ser en tiempo que subzedieran muchas desgrazias y trabajos lastimosos y inrreparables”. 
A finales del dicho siglo XVIII, y bajo la influencia del ilustre hijo de Villagarcía, don Alonso Núñez de Haro y Peralta (1729-1800), que fue arzobispo de México desde 1772 hasta su muerte, y virrey interino de mayo a agosto de 1787, se construyó la nueva iglesia de su pueblo natal. Sabemos que en 1788 ya se estaba levantando el nuevo edificio eclesial, pues el vicario ecónomo de la parroquia de la villa, José Ramírez Berlanga, expresa en su testamento que, a ser posible, cuando le llegue la hora de la muerte “sea mi cuerpo sepultado, con permiso de los señores, en la yglesia que en el día se está fabricando en esta villa”. 

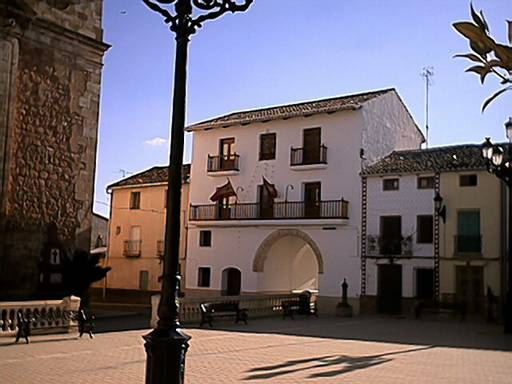
Ayuntamiento de Villagarcía del Llano

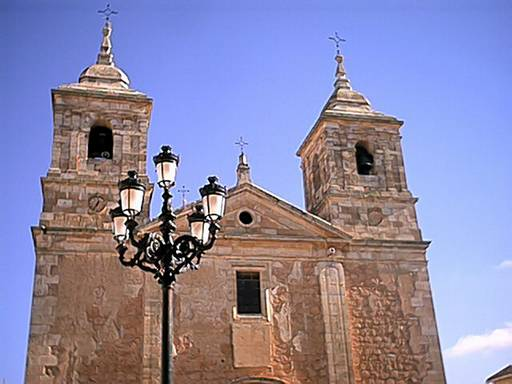
Iglesia parroquial de Santiago Apóstol. Edificio de mampostería con sillares en las esquinas, en las pilastras y en las torres. Estas son gemelas y compuestas por tres cuerpos, el campanario en el segundo, y en el tercero un cimborrio semiesférico. La portada es cuadrilátera con platabandas en el dintel. En el interior tres naves, la central con cornisa del Neoclásico de donde arrancan los arcos fajones. El cabecero y el crucero están cubiertos por cúpula de media naranja, el resto de la nave por bóveda de arista. Bajo el coro un arco carpanel.

Por otro lado, Pascual Madoz, en su diccionario de 1850, al hacer referencia a este lugar dice, entre otras cosas, que la iglesia parroquial es de segundo ascenso; es decir, que se demolió la antigua para levantar la nueva. Según el citado Madoz, en ese año 1850, Villagarcía tenía "300 casas, algunas de mediana construcción; cárcel y casa de ayuntamiento; escuela de primeras letras concurrida por 25 alumnos y dotado de un maestro con 2.200 reales". Finalizando el siglo XIX, el municipio contaba con 1.273 habitantes, en 1900 tenía 1.333, en 1910 el censo le asignaba 1.500 y en 1920 estaban inscritas 1.606 personas. Entre 1959 y 1961, (años que marcarían el inicio general del movimiento migratorio y consiguiente despoblamiento del lugar como consecuencia del Plan de Estabilización económica de 1959), paradójicamente, sería el trienio de mayor actividad y solidaridad de este municipio que, bajo la tenaz batuta de su alcalde, Saturnino Ávalos García, conseguiría lo que se venía buscando durante siglos: agua suficiente para todos. Mediante la consecución del primer premio provincial de embellecimiento de pueblos, Villagarcía pudo, por fin, abastecerse del ansiada agua. 
Hasta la reforma de la nomenclatura municipal de 1916 el municipio se llamaba simplemente Villagarcía. En dicha fecha su nombre fue modificado por el de Villagarcía del Llano.
Villagarcía del Llano, como en el resto de poblaciones del interior español, perdió mucha población en la década de 1960 y 1970 debido a la emigración a las zonas costeras y a Madrid en busca de trabajo. Hoy en día, Villagarcía del Llano es una localidad de algo menos de 1000 habitantes que vive principalmente de la agricultura.

## Demografía
Villagarcía del Llano cuenta con una población de 757 habitantes (INE 2024).
| Gráfica de evolución demográfica de Villagarcía del Llano entre 1842 y 2021 |
| |
| Población de derecho según los censos de población del INE Población de hecho según los censos de población del INEEn estos censos se denominaba Villagarcía: 1842, 1857, 1860, 1877, 1887, 1897, 1900 y 1910 |

| 1991 |  | 1996 |  | 2000 |  | 2006 | 2007 | 2008 | 2009 | 2010 | 2011 | 2012 | 2013 | 2014 | 2015 | 2016 |
| ---- |  | ---- |  | ---- |  | ---- | ---- | ---- | ---- | ---- | ---- | ---- | ---- | ---- | ---- | ---- |
| 1002 |  | 998  |  | 967  |  | 917  | 892  | 880  | 868  | 848  | 825  | 806  | 830  | 808  | 762  | 774  |

## Fiestas
- Fiestas de Verano. Se celebran durante la primera semana de agosto. Se vienen festejando desde 1981, como “un traslado” de las fiestas patronales (que se celebran en octubre). Lo más destacado son las carrozas construidas por los propios vecinos (cuya tradición viene desde el año 1974) y que son la atracción de todos los pueblos limítrofes. También se celebran novilladas y se dedican días exclusivos al jubilado y a la mujer.
- Fiestas en honor a Nuestra Señora del Rosario. Es la fiesta de la patrona propiamente dicha. Se celebra el primer domingo de octubre. Lo más destacado es la función de pólvora de la víspera, la "despertá de la pita" (dulzaina y tamboril) del propio día festivo, seguido de la procesión en honor a la patrona la Virgen del Rosario y finalizando con el pase de la bandera. Tradición esta última que se recuperó en los años 80, al igual que la pita. Desde 2008 se llevan a cabo una ofrenda floral a la Patrona.

## Personas destacadas
- Alonso Núñez de Haro y Peralta (1729 - 1800), arzobispo de México.